# Marguerite Vaillant-Couturier
Marguerite Vaillant-Couturier (París, 12 de mayo de 1855- Ibid., 5 de mayo de 1930) fue una soprano francesa que debutó en Bruselas en La Moneda en 1880 en el papel principal de Mireille de Gounod.

## Orígenes, familia y educación
Nacida en París el 12 de mayo de 1855, Marguerite era hija de Paul Louis Vaillant (1818-1874), ingeniero civil, y de Caroline Adèle Emma Isot (1829-1897). Tuvo tres hermanos. En 1879 obtuvo los primeros premios de canto para ópera y ópera cómica del Conservatorio de París donde recibía clases. El 22 de febrero de 1879 en Bruselas, Marguerite Vaillant se casó con el barítono Félix Couturier (1854-1914), con quien tuvo un hijo, Paul, que se convirtió en político.

## Carrera profesional
Vaillant hizo su debut en septiembre de 1878 en el Teatro Real de la Moneda en Bruselas en el papel principal de Mireille de Gounod. Como no se había puesto a disposición de los teatros de París, según los términos de los premios del conservatorio, tuvo que pagar una multa de 20 000 francos a las autoridades francesas. En Bruselas, interpretó a Juliette en Romeo y Julieta de Gounod, Catharina en L'étoile du nord de Meyerbeer y el papel principal en La bella Galatea de Victor Massé antes de mudarse a Marsella, donde tuvo un particular éxito en Madame Favart de Offenbach. Luego pasó a cantar en Nantes y Ginebra.
El 19 de octubre de 1882 en el Théâtre des Nouveautés de París, interpretó el papel de Micaëla en el estreno mundial de Le coeur et la main de Lecocq. Otros papeles creados allí incluyeron a Benvenuta en Roi de Carreau de Théodore Lajarte (23 de octubre de 1883) y Elvérine en la opereta Babolin de Louis Varney (19 de marzo de 1884). Regresó a Bruselas para interpretar el papel principal en el estreno belga de Manon de Massenet. Mientras estuvo allí, apareció en Fausto de Gounod y Hamlet de Ambroise Thomas.
En 1886 se presentó como cantante invitada en Buenos Aires y en 1887 en San Petersburgo. Regresó a París para cantar el papel principal en Carmen de Bizet en junio de 1888 en la Opéra-Comique, donde pasó a crear el papel de Thisbé de Montéfiori en el estreno de L'Escadron volant de la reine de Henry Litolff el 14 de diciembre de 1888. Al año siguiente, se mudó a Amberes, donde apareció como Baucis en Philémon et Baucis de Gounod, y nuevamente como Catharina y Galathée. En 1889, apareció en la Ópera de Montecarlo como Philine en Mignon de Thomas y en el papel principal de Mireille.
Falleció en París el  1 de mayo de 1930, a la edad de 74 años.